# Puchar Europy w Lekkoatletyce 1985
10. Puchar Europy w lekkoatletyce – impreza lekkoatletyczna, która odbyła się na czterech europejskich stadionach w sierpniu 1985 roku. Organizacją pucharu Europy zajmowało się Europejskie Stowarzyszenie Lekkoatletyczne.

## Finał A
Zawody Finału A Pucharu Europy zorganizowano 17 i 18 sierpnia w Moskwie. Zwycięstwo odniosły narodowe reprezentacje Związku Radzieckiego.

### Tabele końcowe
| Pozycja | Reprezentacja   | Punkty |
| ------- | --------------- | ------ |
| 1       | ZSRR            | 125    |
| 2       | NRD             | 114    |
| 3       | Niemcy          | 92     |
| 4       | Wielka Brytania | 90     |
| 5       | Polska          | 85     |
| 6       | Włochy          | 72     |
| 7       | Czechosłowacja  | 72     |
| 8       | Francja         | 68     |

| Pozycja | Reprezentacja   | Punkty |
| ------- | --------------- | ------ |
| 1       | ZSRR            | 118    |
| 2       | NRD             | 111    |
| 3       | Wielka Brytania | 67     |
| 4       | Bułgaria        | 65     |
| 5       | Czechosłowacja  | 62     |
| 6       | Polska          | 60     |
| 7       | Niemcy          | 57     |
| 8       | Włochy          | 35     |

## Finał B
Impreza odbyła się na stadionie w Budapeszcie 10 i 11 sierpnia.

### Tabele końcowa
| Pozycja | Reprezentacja | Punkty |
| ------- | ------------- | ------ |
| 1       | Hiszpania     | 116    |
| 2       | Bułgaria      | 113    |
| 3       | Węgry         | 106,5  |
| 4       | Finlandia     | 82,5   |
| 5       | Szwajcaria    | 82     |
| 6       | Jugosławia    | 81     |
| 7       | Grecja        | 81     |
| 8       | Norwegia      | 57     |

| Pozycja | Reprezentacja | Punkty |
| ------- | ------------- | ------ |
| 1       | Francja       | 102    |
| 2       | Rumunia       | 101    |
| 3       | Węgry         | 82     |
| 4       | Finlandia     | 69     |
| 5       | Holandia      | 68     |
| 6       | Szwecja       | 61     |
| 7       | Jugosławia    | 57     |
| 8       | Dania         | 35     |

## Finał C
Zawody Finału C odbyły się w dwóch grupach. Finał C1 został zorganizowany w austriackim mieście Schwechat, a finał C2 przeprowadzono w Reykjavíku.

### Tabele końcowe

#### Mężczyźni
| Pozycja | Reprezentacja | Punkty |
| ------- | ------------- | ------ |
| 1       | Austria       | 75     |
| 2       | Portugalia    | 72     |
| 3       | Holandia      | 68     |
| 4       | Cypr          | 48     |
| 5       | Turcja        | 37     |

| Pozycja | Reprezentacja | Punkty |
| ------- | ------------- | ------ |
| 1       | Szwecja       | 79     |
| 2       | Belgia        | 68     |
| 3       | Dania         | 54     |
| 4       | Irlandia      | 53     |
| 5       | Islandia      | 45     |